# FK Baník Sokolov
L'FK Baník Sokolov è una società calcistica ceca con sede nella città di Sokolov. Milita nella 4. liga, la quarta divisione del campionato ceco di calcio.

## Palmarès

### Altri piazzamenti
- Druhá Liga:

Terzo posto: 2011-2012

## Cronistoria
- 1948: il club è rinominato SK HDB Falknov nad Ohří
- 1948: il club è rinominato ZTS Sokol HDB Sokolov
- 1953: il club è rinominato DSO Baník Sokolov
- 1962: il club è rinominato TJ Baník Sokolov
- 1992: il club è rinominato FK Baník Sokolov